# 泗门谢氏
泗门谢氏，是中国谢氏家族著名的一支，起始于今浙江余姚市，故又称余姚泗门谢氏。泗门谢氏自明朝起人才辈出，连绵不绝，成为浙东一大人文景观。

## 著名人物

### 明清宦学
明：
- 谢迁：光禄大夫左柱国少傅兼太子太傅户部尚书谨身殿大学士谥文正。先后中解元、状元。
  - 子谢正：礼部员外郎，敕封辽主副使。
  - 子谢丕：吏部左侍郎，赠礼部尚书。先后中解元、探花。
  - 弟谢迪：广东左布政使。
    -       - 玄孙谢志望：明朝抗倭英雄。

南明：
- 谢正谦：鲁王监国襄武将军。
- 谢正让：鲁王监国授都督大元帅、封襄勤伯.
- 谢正谟：鲁王监国参将。
- 谢遂升：鲁王监国副将。

清：
- 谢三宾：大学士。

### 金融财经
- 通商银行系：谢纶辉、谢光甫、谢韬甫一脉在民国时历任中国通商银行总经理。中国通商银行是中国人自己创办的首家现代银行[2]。

- 保险业：谢寿天被认为是中国社会主义金融保险事业开拓者[3]。

- 两岸财政要人：
  - 谢耿民是台湾财政要人。
  - 谢旭人是中华人民共和国财政要人。

### 其他
- 台湾新闻界：谢然之被认为是台湾“一代新闻巨人”[4]，“台湾新闻教父”[5]，“台湾新闻教育之父”[6]。

## 昭穆
泗門謝氏自第八世謝瑩（謝遷祖父）始，擬定“懷公于中用行志，秉亮循常宜守嗣，家茂顯榮隆本宗，世美允傅思永濟。”等二十八字作為家族昭穆。

## 遗迹
- 泗门谢氏始祖祠堂：为浙江省文物保护单位。始建于明朝正德年间。
- 余姚泗门万安桥
- 余姚泗门大学士第
- 余姚泗门状元楼
- 余姚城龙泉山谢文祠
- 余姚泗门“大方伯第”（内有“光范堂”和“祗训楼”）